# Mariana Sallent
Sor Mariana Sallent Trasobares (Borja, 1665-Borja, 1746) fue una escritora y religiosa española del siglo XVII.

## Biografía
Fue la quinta hija del matrimonio formado por el doctor Francisco Sallent y Catalina Trasobares, quien murió cuatro años más tarde debido a las complicaciones sufridas en el parto. Su padre murió unos años más tarde, en 1676, lo que provocó que Mariana y sus tres hermanas ingresaran en el convento de Santa Clara de Borja, donde pasarían el resto de su vida.
Tras realizar el noviciado y alcanzar la edad requerida, profesó en 1682. Famosa por su virtud, fue elegida abadesa. Murió en 1746 en su ciudad natal.     

## Obra
Cuando tenía 35 años se publicó su gran obra poética Vida de nuestra seráfica madre Santa Clara (Zaragoza, 1700), una hagiografía en honor al Santo Cristo del Coro que contó con numerosas críticas, la mayoría positivas, por parte de autores destacados, entre ellos Ignacio de Luzán, quien la menciona en La Poética o reglas de la poesía en general y de sus principales especies, publicada en 1737.
La portada va precedida por un grabado de santa Clara. Sor Mariana Sallent dedicói la obra al santo Cristo del Coro. En los preliminares hay poemas de sor Teresa Sallent, hermana de la autora; fray Tomás González del Campo, monje cisterciense; fray José Antonio de Hebrera, predicador general;José Lupercio Panzano e Ibáñez de Aoyz, del consejo de su majestad; Jerónimo Torrijos y Virto, secretario del rey;  Francisco Botello de Moraes y Vasconcelos; y Francisco Antonio Sallent, capellán de su majestad. Este conjunto subraya ante todo una imagen de poeta reconocida con una alta conciencia autorial.
La segunda edición de esta obra tuvo lugar en Valencia en 1703, y añade otra dedicatoria al arzobispo de Valencia y varios textos laudatorios de personas vinculadas a esa ciudad. Hubo incluso una tercera edición realizada en Lima debido al gran éxito de la misma.